# Trathala senegalensis
Trathala senegalensis är en stekelart som först beskrevs av Blanchard 1840.  Trathala senegalensis ingår i släktet Trathala och familjen brokparasitsteklar. Inga underarter finns listade i Catalogue of Life.